# Molgula kerguelenensis
Molgula kerguelenensis är en sjöpungsart som beskrevs av Kott 1954. Molgula kerguelenensis ingår i släktet Molgula och familjen kulsjöpungar.
Artens utbredningsområde är Södra Ishavet. Inga underarter finns listade i Catalogue of Life.